# Harsu
Harsu (accadi: 𒄯𒍮, Ḫar.Zum) va ser un antic rei d'Assíria. Apareix a la Llista dels reis d'Assíria com el vuitè rei entre els «disset reis que vivien en tendes» segons les Cròniques Mesopotàmiques.
Va succeir a Imsu i va ser succeït per Didanu. Res se sap del seu regnat.